# 卡瑟巴赫河
47°40′00″N 12°06′01″E / 47.66663°N 12.10017°E

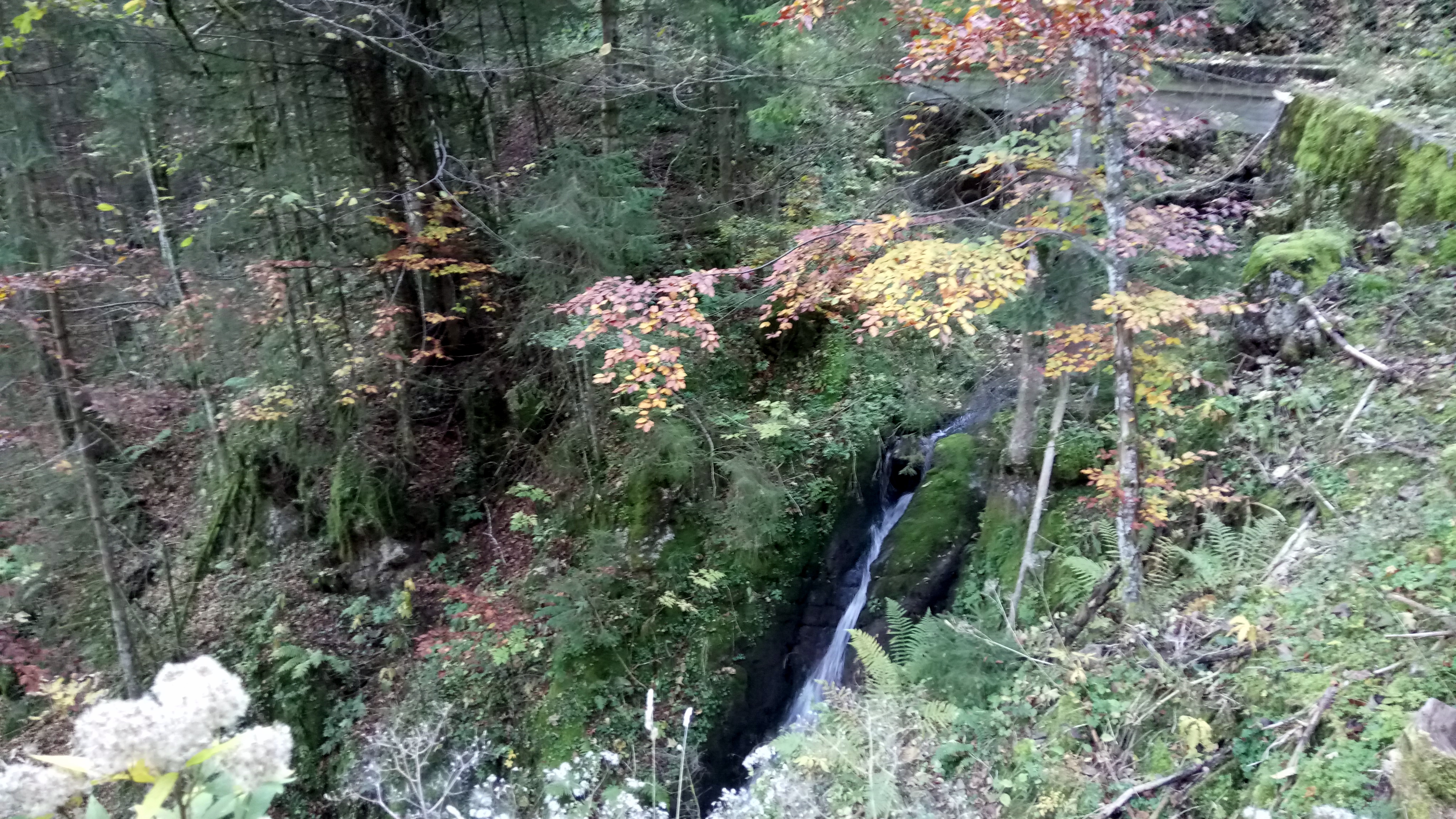

卡瑟巴赫河（德語：Kaserbach），是德國的河流，位於該國東南部，由巴伐利亞負責管轄，屬於奧爾巴赫河的右支流，河道全長2.1公里，流經芒法爾山脈。